# Inga gracilior
Inga gracilior là một loài thực vật có hoa trong họ Đậu. Loài này được Sprague miêu tả khoa học đầu tiên.